# La Proie des vautours
Pour plus de détails, voir Fiche technique et Distribution.
La Proie des vautours (Never So Few) est un film de guerre américain de John Sturges sorti en 1959. Il est réalisé à partir du roman du même nom de Tom T. Chamales, publié en 1958.

## Synopsis
Se battant dans la jungle birmane contre l'armée impériale japonaise, les capitaines Reynolds (Frank Sinatra) et De Mortimer (Richard Johnson) se rendent à Calcutta rechercher des médicaments et un médecin. Reynolds y rencontre dans une réception une femme fatale, Carla Vesari (Gina Lollobrigida).
De retour auprès de leurs hommes, dans la jungle, ils doivent faire face aux multiples attaques japonaises très meurtrières et sont amenés à traverser la frontière chinoise en dépit des ordres, pour neutraliser des fournitures d'armes et de matériel. Après avoir ordonné de fusiller des prisonniers en représailles, le capitaine Reynolds est menacé d'être traduit en cour martiale mais grâce au soutien du général Sloan (Brian Donlevy), il est libéré des charges qui pèsent sur lui et retrouve Carla.

## Fiche technique
- Titre original : Never So Few
- Titre français : La Proie des vautours
- Réalisation : John Sturges
- Scénario : Millard Kaufman
- Direction artistique : Hans Peters et Addison Hehr
- Décors : Richard Pefferle et Henry Grace
- Costumes : Helen Rose
- Musique : Hugo Friedhofer
- Photographie : William H. Daniels
- Montage : Ferris Webster
- Production : Edmund Grainger
- Société de production : Canterbury Productions
- Société de distribution : Metro-Goldwyn-Mayer
- Pays d'origine : États-Unis
- Langue : anglais
- Format : Couleurs (metrocolor voir l'affiche - 35 mm - 2,35:1 (CinemaScope) - Son stéréo 4 pistes (Westrex Recording System)
- Genre : guerre
- Durée : 124 minutes
- Dates de sortie:  États-Unis : 7 décembre 1959 ;  France  : 8 juin 1960

## Distribution
- Frank Sinatra (V. F. : Bernard Noël) : Tom Reynolds
- Gina Lollobrigida (V. F. : Julia Dancourt) : Carla Vesari
- Peter Lawford (V. F. : Gabriel Cattand) : Grey Travis
- Steve McQueen (V. F. : Marc Cassot) : Bill Ringa
- Richard Johnson (V. F. : Michel Roux) : Danny de Mortimer
- Paul Henreid (V. F. : Gérard Férat) : Nikko Regas
- Brian Donlevy (V. F. : Jean Davy) : le général Sloan
- Dean Jones (V. F. : Philippe Mareuil) : Jim Norby
- Charles Bronson (V. F.: Henry Djanik) : John Danforth
- Philip Ahn (V. F.: Serge Nadaud) : Nautaung
- Robert Bray (V. F. : Michel Gudin) : le colonel Fred Parkson
- Kipp Hamilton (V. F. : Nicole Riche) : Margaret Fitch
- John Hoyt (V. F. : Jean-Henri Chambois) : le colonel Reed
- Whit Bissell (V. F. : Maurice Dorléac) : le capitaine Alofson
- James Hong (V. F. : Jacques Thébault) : le général Chao
- Maggie Pierce (V. F. : Sophie Leclair) : une infirmière
- Isabel Cooley (V. F. : Michèle Montel) : la fille shan
- George Takei : Le soldat à l'hôpital

## Autour du film
- Frank Sinatra avait voulu s'entourer de son habituel « Rat Pack » pour ce film mais seul Peter Lawford fut de l'aventure car Sammy Davis Jr fut évincé au dernier moment et remplacé par Steve McQueen, célèbre depuis peu grâce à la série télévisée Au nom de la loi.